# (1387) Kama
(1387) Kama – planetoida z pasa głównego asteroid okrążająca Słońce w ciągu 3 lat i 145 dni w średniej odległości 2,26 au. Została odkryta 27 sierpnia 1935 roku w Obserwatorium Simejiz na górze Koszka na Półwyspie Krymskim przez Piełagieję Szajn. Nazwa planetoidy pochodzi od rzeki Kama, dopływu Wołgi. Przed nadaniem nazwy planetoida nosiła oznaczenie tymczasowe (1387) 1935 QD.